# LIPS (漫画)
『LIPS』（リップス）はよねやませつこ・画、神楽坂淳・シナリオによる日本の漫画作品。『Cookie』（集英社）で2011年3月号から11月号まで連載された。単行本既刊1巻。

## 概要
81プロデュース所属の女性声優・阿澄佳奈をモデルにした主人公・伊澄唯を通じて声優業界の日常を描く半実録形式の漫画であり、阿澄は「応援」としてクレジットされている。
作中では、実際に阿澄が出演したライトノベル原作のドラマCD『這いよれ! ニャル子さん』などの作品や主婦の友社の雑誌『声優グランプリ』など一部の媒体が実名で登場している。

## 登場人物
伊澄 唯（いすみ ゆい）
主人公。一度は保育士となったものの幼い頃からの夢を諦め切れず一念発起して声優となり、82プロデュースに所属。最近ようやくいくつかの役を取れるようになったものの、オーディションにはなかなか受からない状態が続いている。内向的な性格で声優雑誌のグラビア撮影にも抵抗が有り、歌手デビューのオファーを受けたものの回答を保留中。
松永 遠子（まつなが とおこ）
唯と同じ82プロデュースの先輩に当たる女性声優。後輩の唯を気に入っており、業界で生き残る為の知識や心構えについて様々なアドバイスを提供する。ドラマCD『這いよれ! ニャル子さん』で阿澄と共演した松来未祐がモデルと見られ、インターネットラジオ「這いよる! にゃるラジだっしゅ! 反省会スペシャル」で本作を見せられた松来は大喜びで遠子の台詞に声を当てていた。
竜神 勇星（たつかみ ゆうせい）
若手トップクラスの人気を誇り、共演する女性声優の多くからも積極的にアプローチを仕掛けられている男性声優。本名は権田 豊（ごんだ ゆたか）だが、その事実を知るのは遠子などごく少人数のみである。
沢田 智之（さわだ ともゆき）
レコード会社・DIVE X Entertainment（ダイブテンエンタテインメント）のプロデューサー。唯にスター性を見出し、歌手デビューをオファーしたものの回答を保留され、唯をセンターに複数人で構成される声優ユニットとしてデビューさせるプロジェクトへ切り替える。
野々村 夕子（ののむら ゆうこ）
音響監督。一切の妥協を許さない仕事の鬼として恐れられているが、仕上がりは確実な為に周囲からは信頼されている。虚弱体質。

## 書誌情報
- よねやませつこ、応援：阿澄佳奈、シナリオ：神楽坂淳『LIPS』集英社〈りぼんマスコットコミックス クッキー〉、既刊1巻。
  1. （2011年8月11日発売[3]、『Cookie』2011年3月号 - 5月号、2011年8月号、ISBN 978-4-08-867136-9）
    - 「LIPS 特別編」（『Cookie』2011年7月号）
    - 「LIPS 番外編」（『Cookie』2011年6月号）

### 単行本未収録作品
- 第5話 - 第7話（『Cookie』2011年9月号 - 11月号）